# Džun O’Hara
Džun O’Hara, legálně pojmenovaný Džun Imai (japonsky 今井 淳, Imai Džun), je japonský matematik, který pracuje na principech nízkodimenzionální topologie a teorie uzlů. Je profesorem na Tokijské metropolitní univerzitě.

## Životopis
Narodil se 29. března 1963 v Hirošimě v Japonsku. Je známý díky objevu Möbiovy energie, což je druh energie uzlu.
Byl doktorandem Takašiho Cuboie na Tokijské univerzitě.